# زیست‌نوگرایی

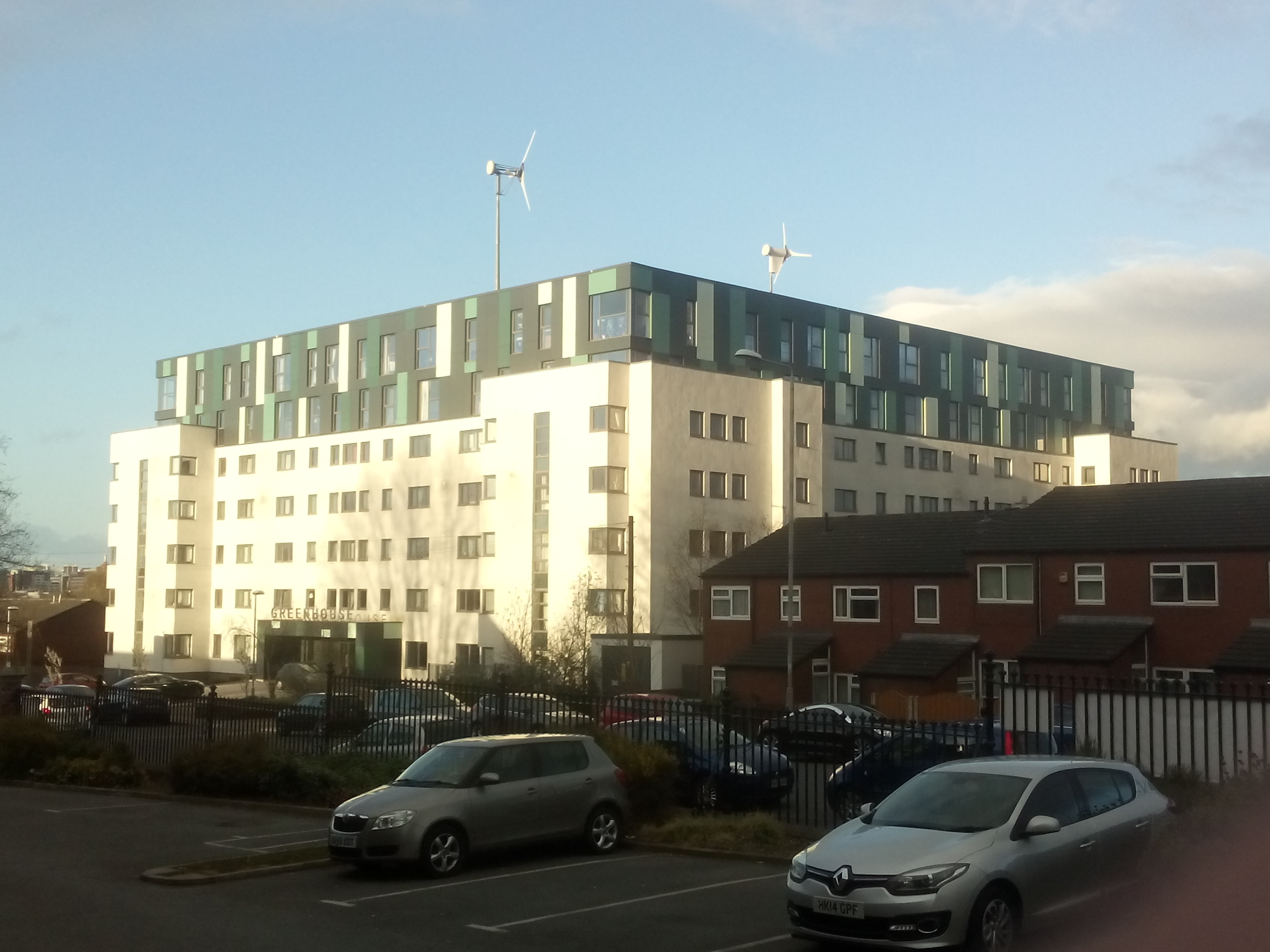
ساختمان سبز واقع در محله بیستون شهر لیدز، توسط توسعه‌دهندگان آن به‌عنوان نمونه‌ای از معماری «اکومدرنیستی» معرفی شده است.

زیست‌نوگرایی یک فلسفه نوین محیط زیست‌گرایی است که بر این باور استوار است که تحقیق و توسعه می‌تواند هم‌زمان موجب حفاظت از طبیعت و بهبود کیفیت زندگی انسان‌ها شود. این دیدگاه بر پایه مفهومی به نام جداسازی زیست‌محیطی–اقتصادی یا جداسازی رشد اقتصادی از تأثیرات منفی پیامد انسان بر محیط زیست بنا شده است؛ به این معنا که می‌توان پیشرفت اقتصادی و رشد تولید ناخالص ملی را دنبال کرد، بی‌آنکه به منابع طبیعی، زیست‌بوم‌ها و اکوسیستم‌های حساس آسیبی وارد شود. در چارچوب زیست‌نوگرایی، فناوری‌های نوین مانند انرژی‌های تجدیدپذیر، کشاورزی دقیق، شهرسازی هوشمند و مدیریت کارآمد منابع، ابزارهایی کلیدی محسوب می‌شوند که می‌توانند جایگزین روش‌های سنتی و پرآسیب شده و مسیر توسعه‌ای پایدارتر و سازگار با محیط‌زیست را هموار کنند. این دیدگاه برخلاف برخی گرایش‌های سنتی در محیط‌زیست‌گرایی که رشد اقتصادی را ذاتاً مضر می‌دانند، تأکید دارد که با انتخاب مسیرهای نوآورانه، می‌توان رفاه بشر و سلامت سیاره زمین را توأمان ارتقا بخشید.

## توضیحات
زیست‌نوگرایی بر این باور است که جایگزینی خدمات طبیعی
خدمت بوم‌سازگان با انرژی، فناوری و راه‌حل‌های مصنوعی، نه‌تنها ممکن بلکه مطلوب است، مشروط بر آنکه این جایگزینی به کاهش اثرات منفی پیامد انسان بر محیط زیست منجر شود. به عبارت دیگر، طرفداران این دیدگاه معتقدند که بهره‌گیری از نوآوری‌های فناورانه می‌تواند ما را از وابستگی به خدمات مستقیم طبیعت، که گاه بهره‌برداری از آن‌ها به تخریب زیست‌محیطی می‌انجامد، رهایی بخشد.
پایه‌های نظری زیست‌نوگرایی از دل ناامیدی از عملکرد برخی نهادها و جنبش‌های سنتی محیط‌زیستی سر برآورده‌اند؛ نهادهایی که با مخالفت سرسختانه با برخی منابع انرژی، از جمله انرژی هسته‌ای، زمینه را برای افزایش وابستگی به سوخت‌های فسیلی مانند گاز طبیعی فراهم کردند. این تصمیم‌ها، برخلاف انتظار، نه‌تنها به کاهش انتشار گازهای گلخانه‌ای منجر نشد، بلکه در مواردی همچون سیاست‌های انرژی آلمان، باعث افزایش انتشار این گازها شد.
زیست‌نوگرایی با تکیه بر مواضع مبتنی بر شواهد، علمی و عمل‌گرایانه، در بحث‌هایی در مورد چگونگی حفاظت بهینه از محیط‌های طبیعی، چگونگی تسریع کربن‌زدایی برای کاهش تغییرات اقلیمی و چگونگی تسریع دگرگونی اجتماعی فقرای جهان مشارکت می‌کند. در این مباحث، زیست‌نوگرایی خود را از سایر مکاتب فکری، از جمله اقتصاد بوم‌شناختی، مهار رشد، برنامه‌ریزی جمعیت انسانی، اقتصاد آزاد، مسیر «انرژی نرم» و برنامه‌ریزی اقتصادی، متمایز می‌کند. زیست‌نوگرایی از عمل‌گرایی آمریکایی، بوم‌شناسی سیاسی، اقتصاد فرگشتی و نوگرایی بهره می‌برد. تنوع ایده‌ها و اختلاف نظر، ارزش‌هایی هستند که ادعا می‌شوند تا از عدم تحمل ناشی از افراط‌گرایی و جزم‌اندیشی جلوگیری شود. 

## مانیفست اکومدرنیستی
در آوریل ۲۰۱۵، گروهی متشکل از ۱۸ نفر که خود را اکومدرنیست می‌نامیدند، به‌طور جمعی «مانیفست اکومدرنیستی» را منتشر کردند.

## استقبال و انتقاد
برخی از روزنامه‌نگاران حوزه محیط‌زیست از بیانیه اکومدرنیستی تمجید کرده‌اند.
ادواردو پورتر، روزنامه‌نگار نشریه نیویورک تایمز، در یادداشتی رویکرد متفاوت اکومدرنیسم به توسعه پایدار را تحسین‌آمیز توصیف کرده و آن را جایگزینی قابل‌تأمل برای جریان‌های غالب محیط‌زیستی دانسته است.
در مقاله‌ای با عنوان «بیانیه‌ای خواهان پایان دادن به محیط‌زیست‌گرایی مبتنی بر سرزنش انسان»، اریک هولت‌هاوس از نشریه اسلیت نوشت:
«این بیانیه فراگیر است، هیجان‌انگیز است، و بالاخره چیزی به دوستداران محیط‌زیست می‌دهد که به‌جای آن‌که فقط علیه چیزی باشند، برای چیزی بجنگند.»
همچنین نشریه معتبر علمی نیچر نیز در قالب سرمقاله‌ای، به تحلیل و بررسی این بیانیه پرداخته و آن را در جایگاه یکی از اسناد تأثیرگذار در بازتعریف گفتمان محیط‌زیستی معاصر بررسی کرده است.